# Badminton nos Jogos Insulares de 2023
As competições de Badminton nos Jogos Insulares de 2023 foram disputados em Saint Peter Port, em Guernsey, entre os dias 9 e 14 de julho. Foram realizados um total de seis eventos, entre masculino, feminino, duplas mistas e equipes, e as partidas ocorreram no Rohais Badminton Hall.

## Participantes
- Åland
- Anglesey
- Bermuda
- Frøya
- Gibraltar
- Gotland
- Groelândia
- Guernsey (Anfitrião)
- Hitra
- Ilha de Man
- Ilha de Wight
- Ilhas Cayman
- Ilhas Faroé
- Ilhas Malvinas
- Ilhas Ocidentais
- Jersey
- Minorca
- Orkney
- Shetland

## Medalhistas
| Evento               | Ouro | Prata | Bronze |
| -------------------- | --- | --- | --- |
| Masculino individual | Jens Nielsen Groelândia | Jordan Trebert Guernsey | Magnus Dal-Christiansen Ilhas Faroé |
| Masculino individual | Jens Nielsen Groelândia | Jordan Trebert Guernsey | Jónas Djurhuus Ilhas Faroé |
| Duplas masculinas    | Sara Jacobsen Groelândia | Jessica Li Ilha de Man | Emily Trebert Guernsey |
| Duplas masculinas    | Sara Jacobsen Groelândia | Jessica Li Ilha de Man | Miriam í Grótinum Ilhas Faroé |
| Feminino individual  | Magnus Dal-Christiansen Fai Yin Wong Ilhas Faroé | Albert Navarro Comes Eric Navarro Comes Minorca | Stuart Hardy Jordan Trebert Guernsey |
| Feminino individual  | Magnus Dal-Christiansen Fai Yin Wong Ilhas Faroé | Albert Navarro Comes Eric Navarro Comes Minorca | Matthew Bignell Alexander Hutchings Jersey |
| Duplas femininas     | Kimberley Clague Jessica Li Ilha de Man | Bjarnhild í Buð Justinussen Sanna Thorkildshøj Ilhas Faroé | Miriam í Grótinum Mia Thorkildshøj Ilhas Faroé |
| Duplas femininas     | Kimberley Clague Jessica Li Ilha de Man | Bjarnhild í Buð Justinussen Sanna Thorkildshøj Ilhas Faroé | Elena Johnson Chloe Le Tissier Guernsey |
| Duplas mistas        | Mia Thorkildshøj Fai Yin Wong Ilhas Faroé | Magnus Dal-Christiansen Miriam í Grótinum Ilhas Faroé | Jessica Li Matthew Nicholson Ilha de Man |
| Duplas mistas        | Mia Thorkildshøj Fai Yin Wong Ilhas Faroé | Magnus Dal-Christiansen Miriam í Grótinum Ilhas Faroé | Stuart Hardy Chloe Le Tissier Guernsey |
| Equipes              | Ilhas Faroé Árant Á Mýrini Magnus Dal-Christiansen Jónas Djurhuus Miriam í Grótinum Ranja Joensen Bjarnhild í Buð Justinussen Asbjørn Heide Olsen Mia Thorkildshøj Sanna Thorkildshøj Fai Yin Wong | Groelândia Julian Arleth Sebastian Bendtsen Maluk Christoffersen Nick Jacobsen Sara Jacobsen Cecilia Josefsen Jens Nielsen Thrune Rafaelsen Tina Rafaelsen Emilie Sørensen | Guernsey Carys Batiste Grace Edwards Stuart Hardy Elena Johnson Chloe Le Tissier Daniel Penney Alex Tapp David Trebert Emily Trebert Jordan Trebert |

## Quadro de medalhas
Atualizado em 9 de janeiro de 2024
| Pos                | Equipe             | Ouro | Prata | Bronze | Total |
| 1                  | Ilhas Faroé        | 3    | 2     | 4      | 9     |
| 2                  | Groelândia         | 2    | 1     | 0      | 3     |
| 3                  | Ilha de Man        | 1    | 1     | 1      | 3     |
| 4                  | Guernsey           | 0    | 1     | 5      | 6     |
| 5                  | Minorca            | 0    | 1     | 0      | 1     |
| 6                  | Jersey             | 0    | 0     | 1      | 1     |
| Totais (6 Equipes) | Totais (6 Equipes) | 6    | 6     | 11     | 23    |